# Cantón de Sennecey-le-Grand
El cantón de Sennecey-le-Grand era una división administrativa francesa, que estaba situada en el departamento de Saona y Loira y la región de Borgoña.

## Composición
El cantón estaba formado por diecisiete comunas:
- Beaumont-sur-Grosne
- Boyer
- Bresse-sur-Grosne
- Champagny-sous-Uxelles
- Étrigny
- Gigny-sur-Saône
- Jugy
- La Chapelle-de-Bragny
- Laives
- Lalheue
- Mancey
- Montceaux-Ragny
- Nanton
- Saint-Ambreuil
- Saint-Cyr
- Sennecey-le-Grand
- Vers

## Supresión del cantón de Sennecey-le-Grand
En aplicación del Decreto nº 2014-182 de 18 de febrero de 2014, el cantón de Sennecey-le-Grand fue suprimido el 22 de marzo de 2015 y sus 17 comunas pasaron a formar parte del nuevo cantón de Tournus.